# Alexander Malmqvist

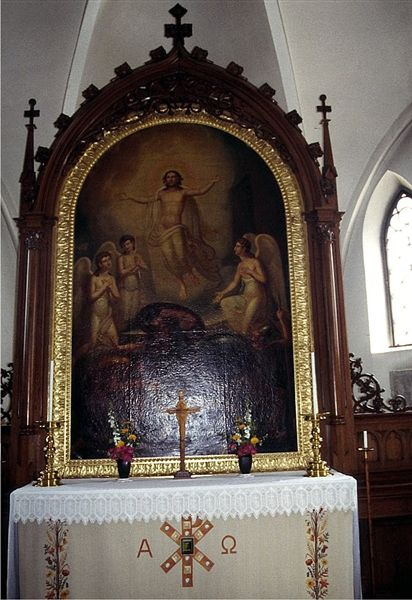
Altartavlan i Strövelstorps kyrka, utförd av Malmqvist 1828.

Alexander Magnus Malmqvist, född 29 mars 1796 i Ask, Malmöhus län, död 2 oktober 1854 i Malmö, var en svensk konstnär.
Han var son till kantorn och hemmansägaren Jens Malmqvist och Anna Elisabeth Risberg. Han blev student vid Lunds universitet 1815 och var elev vid Konstakademien där han medverkade i akademiens utställningar 1818 och 1820. Han medverkade även i Götiska förbundets konsttävlingar 1818-1821 varvid han belönades för två tavlor. Utan att fullfölja sina akademistudier reste han i sällskap med akademikamraten Carl Jacob Lindström utomlands. Färden gick till Hamburg och därifrån fortsatte de till fots till Paris där de stannade i fyra månader. Till fots vandrade de vidare till Rom där de omhändertogs av Niklas Byström i Villa Malta. Malmqvist som under resans gång med hjälp av Lindström gjort slut på sitt fadersarv, vilket möjliggjort resan från början, insåg att deras ekonomiska belägenhet blev bekymmersam. Byström försökte utan framgång ordna arbeten för dem i Rom men det blev utan resultat. De skrev då en ansökan om stipendium från akademien, men överintendent Fredrik Samuel Silverstolpe avslog deras ansökan eftersom de avbrutit sina studier och rest ut på egen hand. Malmqvist och Lindström höll ihop fram till 1824 då de skildes som bittra ovänner.
Ritmästaren Magnus Körner berättar i några noteringar att Malmqvist var verksam i Lund 1826 som porträttmålare. Han var mycket flitig under sin tid i Lund. Bland annat målade han ett par altartavlor och en mängd porträtt i olja och på elfenben; med pengarna han dragit in reste han 1828 till Paris. I Paris erbjöds han arbete att kopiera äldre mästares verk, men han var för stolt för att utföra den typen av målning och drabbades efter en tid åter av ekonomiska problem. Han skrev brev till vänner och bekanta i Sverige och bad om hjälp för att kunna återvända hem och han försökte sälja en ännu ej fullbordad tavla till akademien utan resultat. Pressad av alla motgångar drabbades han slutligen av en obotlig sinnessjukdom och fördes omkring 1833 hem till Sverige. Han vistades en kort tid i föräldrahemmet i Ask, innan han skrevs in på Malmö hospital där han slutligen avled. Få av Malmqvists arbeten är kända; man vet att han under sina resor övergick från historiemåleri till porträtt, men omfattningen av hans produktion i utlandet saknar dokumentation. Malmqvist är representerad vid Nationalmuseum i Stockholm med ett självporträtt signerat Comte de AF Malmskog, ett porträtt av Esaias Tegnér på Lunds universitetsbibliotek, en teckning vid Uppsala universitetsbibliotek samt svårlästa brevkoncept och en skissbok vid Lunds universitetsbibliotek. 
Enligt berättelse så skall Alexander Malmqvist ha målat den altartavla som fanns i gamla Lilla Beddinge kyrka.